# Геращенко Олег Аркадійович
Олег Аркадійович Геращенко (1925—1992) — український радянський вчений у галузі теплофізичного приладобудування, засновник української школи теплометрії, доктор технічних наук (1970), професор (1973), член-кореспондент АН УРСР (1976), майстер спорту СРСР з вітрильного спорту.

## Біографія
1939 року родина переїхала до Києва. Спочатку навчався у морехідному училищі та річковому технікумі, у 1945 вступив до Київського політехнічного інституту на 2-й курс теплотехнічного факультету, закінчив у 1949. Отримав направлення на Одеський суднобудівний та судноремонтний завод, у 1951 повернувся до Києва. У 1955 захистив кандидатську дисертацію, з 1951 до 1959 працював науковим співробітником Інституту теплоенергетики АН УРСР (з 1964 — Інститут технічної теплофізики АН УРСР), завідувач відділу теплометрії, з 1972 — директор. Засновник наукового напряму «теплометрія» як самостійної галузі вимірювальної техніки, протягом 1960-х — 1970-х створював науково-дослідні групи, що займаються теплометрією під час вирішення завдань у різних наукових сферах. Під його керівництвом створено понад 200 приладів та систем, наукові розробки стали широко відомі як у СРСР, так і за кордоном. У 1979 році за його ініціативою в інституті було засновано журнал «Промислова теплотехніка». У 1986 брав участь у ліквідації наслідків аварії на Чорнобильській АЕС, за його участю для дослідження аварійного блоку разом з дозиметричною розвідкою, вперше у світі, була проведена і теплометрична. Помер через порушення здоров'я від опромінення радіацією.
Під його керівництвом захищено 40 дисертацій, у тому числі 5 докторських робіт. Його творча спадщина становить близько 400 наукових праць, 5 монографій, отримано 170 авторських свідоцтв.

## Публікації
- Геращенко О. А. Основы теплометрии. К., Наукова думка, 1971.[6]
- Геращенко О. А., Гордов А. Н., Лах В. И., Стаднык Б. И., Ярышев Н. А. Температурные измерения. К., Наукова думка, 1984.[7][8]